# Jaroslav Mostecký
Jaroslav Mostecký (29. září 1963 Zábřeh na Moravě – 13. prosince 2020) byl český autor SF a fantasy.

## Životopis
Žil v Šumperku, kde také v roce 1983 vystudoval SPŠ strojní. Pak pracoval jako montér. Aktivně se zapojil do vedení Moravské lacrossové ligy..
Byl významnou postavou fandomu v Šumperku, (vystupoval na conech, posledních několik let moderoval předávání Cen Karla Čapka atp.); pravidelně publikoval v časopise Pevnost. Jako jeden z mála českých žánrových autorů vstoupil do Obce spisovatelů. Byl ženatý a pracoval ve státní správě. V prosinci 2020 podlehl nemoci covid-19.

## Literární dílo
Od začátku 90. let publikoval povídky a postupně získal řadu žánrových ocenění: Cena Karla Čapka v kategorii krátká povídka Kaple má okna klenutá (1993)  a v kategorii povídka Plachty z rudé perleti (1996) a Jsem jenom veš, odpustkáři (1997); vítězství v soutěži O nejlepší fantasy s povídkami Sbohem, jezero (1993) a Oči pro Dračí panenku (1996); ceny Akademie science fiction, fantasy a hororu pro nejlepší povídky za Květen, stejně jako loni (1995), Sekyry na Viole (1996)  a Anděl posledního soudu (2003).
Později se přeorientoval na romány, které jsou čtenářsky velmi úspěšné; Prokletí přízračných hřebců navíc získalo cenu ASFFH pro nejlepší domácí román.
Jeho dílo se vyznačuje akcí, krutým prostředím a drsným a strhujícím dějem. Typické jsou prudké zvraty v osudech hrdinů a jejich špatný konec (mnoho z nich zahyne, zpravidla bolestivě, případně se děj uzavírá ve chvíli, kdy je to nevyhnutelně očekává). U ranějších povídek byl rovněž pozorovatelný stereotyp „sympatický, ale při bližším pohledu ne doopravdy kladný drsňák ve vágně postkatastrofickém prostředí se dostane do potíží a překoná je pouze za cenu obětování jednoho ze svých mála zbývajících morálních principů nebo náhodných společníků“.
Mosteckého knihy jsou charakteristické též svým filosofickým, respektive světonázorovým založením. Některými čtenáři byla jeho díla kritizována jako zaujatá proti ženám (až na výjimky neobsahují kladnou ženskou hrdinku, většina žen také umírá krutou smrtí, často po předchozím dlouhém strádání), nejvíce je to asi patrné na trilogii Vlčí věk. Autor takovou charakteristiku ostře odmítl. Druhým typickým rysem zejména pozdějších knih je výrazný antiklerikální postoj, ve sbírce Archivář hraničící s nepokrytou nenávistí k církvím a křesťanství všeobecně (citace závěrečného prohlášení).

## Vydané knihy
- Vlčí věk – trilogie z období pozdních výbojů vikingů
  1. Jdi a přines hlavu krále (1995, 2015) – první vydání pod pseudonymem Jeremy Shackleton
  2. Lars Šťavnatá lebka (1996, 2016)
  3. Prokletí přízračných hřebců (2000, 2016)
- Pištec (Netopejr 1997; 2. vydání jako Pištec na bráně k západu, Wolf Publishing 2006, Edice Pevnost, ISBN 80-239-7364-9) – SF román o kolonistech na planetě džunglí; recenze
- Čára hrůzy (1998) – sbírka fantasy a hororových povídek, zčásti již dříve vydaných, s rámcovým příběhem
- Conan – Vrah králů (první vydání jako Conan a vrah králů, Klub Julese Vernea 1999, ISBN 80-85892-37-5; Wolf Publishing říjen 2007, ISBN 978-80-254-0570-3)
- Ďáblovy dcery (2001) – trojice fantasy novel s rámcovým příběhem
- Mark Stone 66 – Kalužiny modré krve (2003)
- Mark Stone 73 – Král posledního moře (2004)
- Útesy křiku (2004) – román o Vikinzích
- Archivář (2004) – sbírka již dříve vydaných sci-fi povídek s rámcovým příběhem
- Číslo se smrťákem (2011) - sbírka povídek
- Štěňata vlků (2018) - čtvrtý svazek cyklu Vlčí věk

Řada povídek byla vydána jako samostatné sešity šumperského fanzinu Vakukok, většina z takových je však dostupná i jinde.
V roce 2007 vyhrál Cenu Akademie sci-fi, fantasy a hororu s novelou Štěňata vlků.